# Dithecodes deaurata
Dithecodes deaurata là một loài bướm đêm trong họ Geometridae.